# Angie (Rolling Stones)
 For alternative betydninger, se Angie. (Se også artikler, som begynder med Angie)
"Angie" er en sang fra rock ‘n’ roll bandet The Rolling Stones på deres album fra 1973 Goats Head Soup.
Den blev optaget i november og december 1972, og hovedsagelig skrevet af Keith Richards. Sangen fortæller en historien om enden på en romance. ”Angie” har en intens tekst med hensyn til forsvundet kærlighed, og sorgen det involveret. Sanger Mick Jagger gav en smertende optræden ved indspilningen, mens Nicky Hopkins spillede sangens klaver. 
Til trods for dens nedslag (The Stones var på det tidspunkt ikke kendt for ballader) gik ”Angie” direkte ind på toppen af den amerikanske Billboard Hot 100 , og fik en 5. plads på den engelske UK Singles Chart.
Spørgsmålet om sangens hovedperson er aldrig blevet opklaret. Til trods for rygterne om at ”Angie blev skrevet af Jagger, omkring hans forhold til David Bowies kone Angela, nægter Jagger dette . Richards hævder at han fandt på titlen, og versene et år tidligere end albummet startede. Richards siger: ”Min datter var lige blevet født, hvis navn var Angela, og navnet begyndte at lyde i huset. ”Angie” passede bare 

### Fodnote
1. ↑  Angie by The Rolling Stones Songfacts
2. 1 2  Angie